# تيكا سومبتير
تيكا سومبتير (بالإنجليزية: Tika Sumpter)‏ مواليد 20 يونيو 1980 في كوينز، نيويورك، الولايات المتحدة، هي ممثلة أمريكية بدأت مسيرتها الفنية عام 2004.

## الأعمال

### أفلام
- 2014: انهض
- نخبة بروكلين
- سولت
- جولة مع شرطي
- سونيك القنفذ
- جولة مع شرطي 2

## وصلات خارجية
- تيكا سومبتير على موقع IMDb (الإنجليزية)
- تيكا سومبتير على موقع روتن توميتوز (الإنجليزية)
- تيكا سومبتير على موقع ألو سيني (الفرنسية)
- تيكا سومبتير على موقع ميوزك برينز (الإنجليزية)
- تيكا سومبتير على موقع أول موفي (الإنجليزية)
- تيكا سومبتير على موقع قاعدة بيانات الأفلام السويدية (السويدية)
- تيكا سومبتير على موقع ديسكوغز (الإنجليزية)
- تيكا سومبتير على موقع قاعدة بيانات الفيلم (الإنجليزية)
- تيكا سومبتير على موقع كينوبويسك (الروسية)
- الموقع الإلكتروني